# Netzwerkbogenbrücke

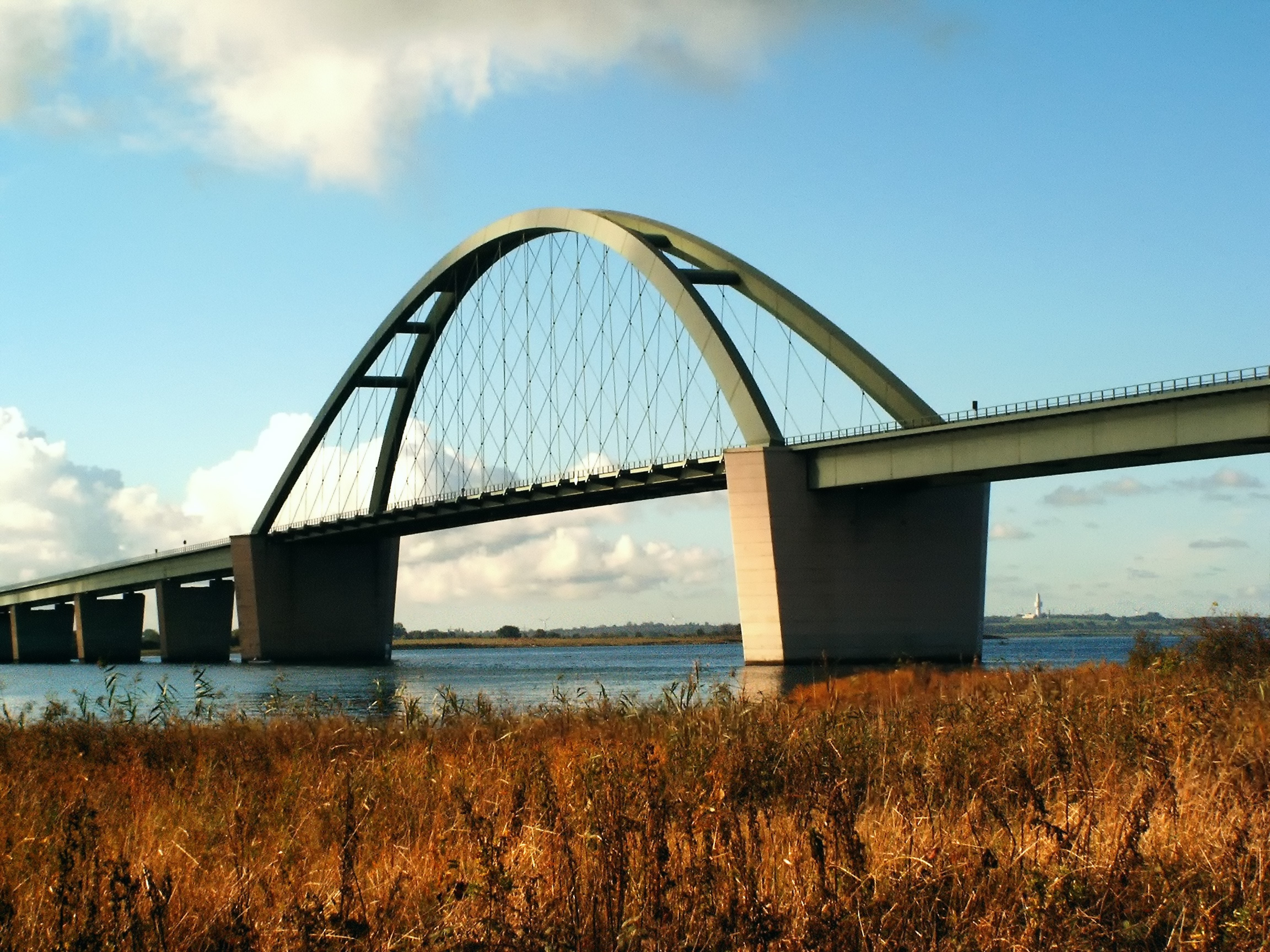
Fehmarnsundbrücke

Eine Netzwerkbogenbrücke ist eine Stabbogenbrücke mit sich mehrmals überkreuzenden Hängern, die optisch den Eindruck eines Seilnetzes machen. Durch die schräg angeordneten Hänger werden bei ungleichmäßiger Belastung der Fahrbahn Biegemomente und Querkräfte in Bogen und Fahrbahnträger reduziert, so dass diese schlanker ausgeführt werden können. Gegenüber einer klassischen Stabbogenbrücke können so bis zu 20 % Stahl eingespart werden. Typische Netzwerkbogenbrücken bestehen aus zwei parallel zueinander stehenden Bögen mit einer dazwischen eingespannten Fahrbahnplatte aus Beton.

## Geschichte
Die Idee der Netzwerkbogenbrücke entwickelte der norwegische Bauingenieur Per Tveit Ende der 1950er Jahre. Die erste Netzwerkbrücke wurde 1963–1964 in Steinkjer, Norwegen errichtet und besteht heute noch. In Tokio wurde 2002 die erste doppelstöckige Netzwerkbogenbrücke der Welt eröffnet.

## Statisches Prinzip
Der biegesteife Fahrbahnträger von Stabbogenbrücken wird durch den Bogen über vertikale Hänger (elastisch) unterstützt. Diese Bauart führt bei einer in Längsrichtung gleichmäßig verteilter Last zu relativ geringer Durchbiegung. Bei nur halbseitiger Belastung kommt es demgegenüber zu vergleichsweise großen Verformungen, weil der Bogen in Längsrichtung ausweicht und der Fahrbahnträger sich S-förmig biegt. Neben den resultierenden Biegemomenten in Bogen und Untergurt reduziert sich die Knicklast des Bogens deutlich.
Die schräge Anordnung der Hänger bei Netzwerkbogenbrücken behindert bei einseitiger Belastung das Ausweichen des Bogens in Längsrichtung und erhöht die Knicklast des Bogens deutlich. Der Bogen wird bei einseitiger Belastung annähernd in der Richtung, in die er ausweichen will, von den Hängern (elastisch) gehalten. Durch die schräg stehenden Hänger mit mehrfachen Überkreuzungen verhält sich eine Netzwerkbogenbrücke somit in Längsrichtung ähnlich wie ein Fachwerkträger, bei dem die Entstehung von Biegemomenten durch die Bildung von Dreiecksverbänden vermieden werden soll.
Die Anordnung der Hänger bestimmt die Eigenschaften eines Netzwerkbogens. Sie definiert sich über Hängeranzahl, -neigung und -abstand. Eine einfache Möglichkeit, ein effizientes Tragwerk zu bilden, ist die Anwendung einer radialen Hängeranordnung, die von Benjamin Brunn und Frank Schanack 2003 entwickelt wurde. Bei der radialen Hängeranordnung werden die Abstände der oberen Hängerknoten und die Winkel zwischen Hängern und Bogen ungefähr konstant gehalten.
Durch die Verwendung eines Hängernetzes mit gleichmäßig ansteigender Neigung der Hänger, wie von Per Tveit vorgeschlagen, kann eine vergleichbare Effizienz zur radialen Anordnung mit kürzeren Hängern erreicht werden. Der erste Hänger eines Hängersets erhält dabei einen bestimmten Anfangswinkel, der für die folgenden Hänger kontinuierlich vergrößert wird.
Untersuchungen zeigen, dass bei beiden genannten Lösungen bei optimalen Neigungswinkeln die maximalen Kräfte in den Hängern sowie die Spannungsschwingbreiten reduziert werden können und nur geringe Abweichungen zwischen den Maximalkräften in den Hängern auftreten.

## Abgrenzung zu Nielsen-Lohse-Brücken
In Japan werden Stabbogenbrücken mit gekreuzten Hängern Nielsen-Lohse-Brücken genannt. Nielsen steht für den Ingenieur Octavius F. Nielsen, der im Jahre 1926 ein Patent auf Bögen mit Zugband und schräg gestellten Hängestangen anmeldete. Dieser Brückentyp wurde daraufhin ca. 60-mal hauptsächlich in Schweden realisiert. Bei keiner dieser Brücken finden sich überkreuzende Hängestangen.
Lohse steht für den deutschen Ingenieur Hermann Lohse (1815–1893), der Ende des 19. Jahrhunderts einen Bogen mit Zugband entwickelte, dessen Zugband entgegengesetzt zum Bogen gekrümmt ist. Die Fahrbahn trägt ein drittes Element, das unter den Bögen hängt.
Die Bezeichnung Nielsen-Lohse für Stabbögen mit mehrfach gekreuzten Hängern ist also ungenau. Das Vorbild der japanischen Netzwerkbogenbrücken ist die Fehmarnsundbrücke, deren Entwurf wiederum auf dem Netzwerkbogen basiert.
Die korrekte Bezeichnung von Stabbogenbrücken mit schrägen Hängern ist Nielsen-Brücke, wobei heute auch Brücken mit einfach gekreuzten Hängern meist zu den Nielsen-Brücken gezählt werden. Stabbogenbrücken mit mehrfach überkreuzten Hängern sind Netzwerkbogenbrücken.

## Beispiele
- Steinkjerbrücke, Norwegen (1963)
- Bolstadstraumen bru, Norwegen (1963)
- Fehmarnsundbrücke, Deutschland (1963)
- Netzwerkbogenbrücke in Bechyně, Tschechische Republik (2004)
- Providence River Bridge, USA (2007)
- Oderbrücke Frankfurt (Eisenbahn), Deutschland (2008)
- Rosenbachtalbrücke Plauen (Eisenbahn), Deutschland (2008)
- Florabrücke Haldensleben (Eisenbahn), Deutschland (2010)
- Brandangersundbrua, Norwegen (2010)
- Lake Champlain Bridge, USA (2011)
- Amelia Earhart Memorial Bridge, USA (2012)
- De Oversteek, Niederlande (2013)
- Osthafenbrücke, Frankfurt a. M., Deutschland (2013)
- Troja-Brücke, Tschechien (2014)
- Bugrinski-Brücke, Russland (2014)
- John Greenleaf Whittier Bridge, USA (2018)

### Nielsen-Brücken
- Lotbrücke Castelmoron, Frankreich (1934)
- Pont de la Coudette, Frankreich (1943)
- Mainbrücke Niedernberg–Sulzbach, Deutschland (2001)
- Nordbrücke Marktheidenfeld, Deutschland (2002)
- Goshikizakura Ōhashi, Japan (2002)